# Livre parisis
La livre parisis (livre — cioè lira  — di Parigi) è stata una delle monete standard ed un'unità di conto della Francia.
A differenza delle livre tournois, che era divisa in 20 soldi ognuno di 12 denari, la livre parisis era divisa in 20 soldi ognuno di 15 denari; ciò significa che la livre parisis valeva 25 sol tournois (cioè la livre tournois valeva 4/5 della livre parisis: 1 livre parisis = 1,25 livre tournois).
Prima che l'Angiò, la regione intorno a Tours, passasse sotto la corona con Filippo II di Francia nel 1203, la livre parisis era stata la moneta ufficiale della dinastia capetingia.  Terminò di esistere come moneta reale sotto Luigi IX e la livre tournois sostituì la livre parisis come unità di conto.  Nonostante ciò un'unità di conto basata sulla livre parisis continuò ad essere usata nella regione di Parigi e non fu abolita ufficialmente fino al 1667, sotto Luigi XIV.